# 伊斯貝爾鎮區 (阿肯色州洛諾克縣)
伊斯貝爾鎮區（英語：Isbell Township）是位於美國阿肯色州洛諾克縣的一個行政鎮區。

## 地方資料
伊斯貝爾鎮區的面積為78.17平方千米，當中陸地面積為68.69平方千米，而水域面積為9.48平方千米。根據2010年美國人口普查的數據，當地共有人口123人，而人口密度為每平方千米1.57人。